# 16 Serpentis
16 Serpentis, som är stjärnans Flamsteed-beteckning, är en dubbelstjärna i den mellersta delen av stjärnbilden Ormen. Den har en kombinerad skenbar magnitud på ca 5,26 och är svagt synlig för blotta ögat där ljusföroreningar ej förekommer. Baserat på parallax enligt Gaia Data Release 2 på ca 14,3 mas, beräknas den befinna sig på ett avstånd på ca 228 ljusår (ca 70 parsek) från solen. Den rör sig bort från solen med en heliocentrisk radialhastighet av ca 3 km/s

## Egenskaper
Primärstjärnan 16 Serpentis A är en orange till gul jättestjärna i huvudserien av spektralklass K0III: CN1 Ba0.7 Sr2 och är en svag bariumstjärna där suffixnoten anger rådande överskottsanomalier. Den har en massa som är ca 1,7 solmassor, en radie som är ca 8 solradier och utsänder ca 43 gånger mera energi än solen från dess fotosfär vid en effektiv temperatur på ca 4 900 K.
16 Serpentis är en misstänkt variabel (VAR:), som har visuell magnitud +5,25 och varierar utan fastställd amplitud eller periodicitet.
Den variabla radiella hastighet hos 16 Serpentis upptäcktes vid Lick Observatory och tillkännagavs av J.H. Moore 1924. Den är en enkelsidig spektroskopisk dubbelstjärna med en omloppsperiod på 14,58 år och en excentricitet på 0,345. Följeslagaren är en förmodad vit dvärgstjärna som har passerat sitt jättestadium, under vilken tid den utökade huvudstjärnan med s-processelement. Paret utgör en av de mest kända dubbelstjärnorna med bariumstjärna, vilket kan vara en följd av bariumanomaliens svaghet.